# Moe Oshikiri
Moe Oshikiri (jap. 押切もえ Oshikiri Moe; ur. 29 grudnia 1979 w Ichikawie) – japońska modelka.

## Biografia
Moe Oshikiri jest japońską modelką najbardziej znaną ze swojej pracy z magazynem mody AneCan i jej siostrzanym czasopismem CanCam, w których Moe była uznawana za najlepszą modelkę. Pracowała również jako projektantka i wydała własną kolekcję kimon pod swoim nazwiskiem, a także kolekcję pończoch wraz z modelką CanCam i AneCan Yuri Ebiharą o nazwie "f * ing Motesto".
W sierpniu 2016 roku ogłoszono, że zakończy w ciągu roku pracę jako ekskluzywna modelka w magazynie modowym "AneCan". 
W 2016 r., Moe poślubiła Hideaki Wakui, zawodowego bejsbolistę.
7 marca 2018 r., Moe urodziła pierwsze dziecko.

## Filmografia

### Seriale
- Vision - Koroshi Ga Mieru Onna (NTV 2012) jako Moeko
- Damens Walker (TV Asahi 2006) (odc.1)

### Filmy
- 9-NINE (2000)